# Cerovac (Bizovac)
Pour les articles homonymes, voir Cerovac.
Cerovac est un village de la municipalité de Bizovac (Comitat d'Osijek-Baranja) en Croatie. Au recensement de 2011, le village comptait 24 habitants.